# Pseudophanella choraules
Pseudophanella choraules är en insektsart som beskrevs av Ronald Gordon Fennah 1958. Pseudophanella choraules ingår i släktet Pseudophanella och familjen Dictyopharidae. Inga underarter finns listade i Catalogue of Life.